# Període de Jaume I
El període de Jaume I o Època jacobea és un període de la història anglesa i escocesa marcada pel regnat de Jaume I, al mateix temps rei d'Anglaterra i d'Escòcia. Aquest període engloba els primers anys de l'època estuardiana, des del 1603 al 1625. Per tant, va ser precedit per l'època elisabetiana i seria succeït pel Període de Carles I.
Els esdeveniments polítics i els desenvolupaments de l'època jacobea no es poden entendre separadament de la situació econòmica i financera. Jaume estava profundament endeutat a Escòcia, i després de 1603 va heretar d'Elisabet I d'Anglaterra un deute anglès de 350.000 lliures. El 1608 el deute anglès havia augmentat a 1.400.000 lliures i augmentava en 140.000 lliures anuals. Mitjançant un programa accidentat de venda de propietats reials, el lord tresorer Robert Cecil va reduir el deute a 300.000 lliures i el dèficit anual a 46.000 lliures el 1610, però no va poder seguir el mateix mètode d'alleujament molt més lluny. El resultat va ser una sèrie de negociacions tenses i sovint fallides amb el Parlament per obtenir suports financers, una situació que es va deteriorar durant els regnats de Jaume i el seu fill i hereu Carles I d'Anglaterra fins a la crisi de la Guerra Civil anglesa.
L'era jacobea va acabar amb una greu depressió econòmica el 1620-1626, complicada per un greu brot de pesta bubònica a Londres el 1625.
En el camp de les arts i les ciències, aquest va ser un període fructífer conduint a un estil propi d'arquitectura així com en les arts decoratives i la literatura. En concret, destaca com a principal exponent de la literatura anglesa d'aquest període Shakespeare que va redactar algunes de les seves obres més conegudes com El rei Lear durant aquests anys.